# Cleveland Bay
O Cleveland Bay é uma raça de cavalo originária da Inglaterra, surgida no século XVII. Nomeado por sua coloração e por Cleveland, distrito de Yorkshire. É um cavalo com boa massa muscular, pernas fortes mas curtas em relação ao corpo. Os cavalos são da cor baia, embora algumas linhagens apresentem fios claros na crina e na cauda. É a raça mais antiga estabelecida de cavalos na Inglaterra. Os ancestrais da raça foram desenvolvidos durante a Idade Média como cavalos de carga, recebendo a alcunha de "Cavalos Chapman". Estes cavalos foram cruzados com cavalos andaluz e berbere, e posteriormente com cavalos árabes e cavalos de corrida para criar o Cleveland Bay atual. Ao longo dos anos a raça se tornou mais clara, sendo adaptada como meio de transporte e hipismo. A popularidade do Cleveland Bay variou muito, já que foi importado para os Estados Unidos no início do século XIX. Apesar de declínios graves em sua população após a Segunda Guerra Mundial, a raça experimentou um reavivamento de popularidade desde a década de 1970. 
Eles foram tradicionalmente utilizados por membros da Família Real Britânica ao longo de sua história, e ainda hoje são empregados para puxar carruagens em procissões reais. A raça também foi usada no desenvolvimento e aprimoramento de diversas raças de cavalos de sangue morno (warmbloods) e de tração. Atualmente, são utilizados no trabalho agrícola, em condução e também sob sela. São particularmente apreciados na caça à raposa e em provas de salto, tanto em exemplares puros quanto em cruzamentos com Thoroughbreds (Puro-Sangue Inglês). 
O Cleveland Bay é uma raça rara, e tanto a Rare Breeds Survival Trust, no Reino Unido, quanto a Livestock Conservancy, nos Estados Unidos, consideram sua população em estado crítico de risco de extinção.

## Características
O Cleveland Bay geralmente tem altura entre 162 e 163 centímetros e é sempre baio na cor. Cavalos de baia clara (baia mais avermelhada do que o normal) são preferidos pelos criadores. Esta preferência por tons mais brilhantes foi originalmente considerada padrão oficial da raça, embora esta estipulação tenha sido removida desde então. Em algumas linhagens da raça, fios de crina e cauda claros e acinzentados são considerados uma característica de sangue puro. Sinais brancos(exceto por uma pequena estrela na testa) tornam o cavalo inadmissível para o stud book. Os cavalos devem ter coloração uniforme, exceto pelas extremidades que devem ser pretas. Pernas que continuam vermelhas abaixo dos joelhos e dos jarretes são consideradas como com defeito de cor, apesar de não desqualificar um cavalo do registro. As ocasionais pernas vermelhas que aparecem na raça são teorizadas de vir de garanhões Castanha Dome de sangue puro, que foram cruzados com o Cleveland Bay e Yorkshire Coach Horse ao longo da história de ambas as raças. A uniformidade de cor é incentivada, já que ela torna a padronização de equipes e pares muito fácil. Quando a raça foi desenvolvida pela primeira vez, os cavalos quase sempre tinham uma listra dorsal, mas esta desapareceu no século XVIII.
A raça tem uma cabeça grande, ligeiramente convexa de perfil, e um pescoço longo e bem musculoso. O garrote é musculoso, o que muitas vezes o torna menos pronunciado, o peito é largo e profundo, os ombros são musculosos e inclinados, e a garupa ligeiramente inclinada. As pernas são curtas em relação ao corpo, mas fortes e bem musculosas. As pernas têm pouca ou nenhuma plumagem, já que a raça foi desenvolvida para trabalhar nos pesados solos argilosos de seu país natal, onde a pesada plumagem levou ao aumento da prevalência de doenças. Eles são resistentes e longevos, são cavalos dóceis. No início do século XX, quando os critérios da raça foram emitidos pela British Cleveland Bay Society para o uso na avaliação da mostra, foi acrescentada uma seção sobre o movimento dos cavalos, descrevendo a ação desejada, especialmente no trote. Este foi incluído, em parte, porque o potencial militar ainda era considerado como um fator na avaliação e um bom trote era necessário para um cavalo de artilharia. Avaliou-se também, porque as raças com grande ação no trote, muitas vezes, também têm um potencial para saltar. A combinação de características desejadas significa que a raça é útil para a criação de animais show jumpers, eventers e steeplechasers (o último, especialmente, quando cruzado com o puro-sangue
Cavalos mestiços podem ser registrados sob certas condições. Um cavalo com pelo menos um dos avós registrados pode ser registrado no Stud Book do Reino Unido. A sociedade australásia refere-se aos mestiços como Sporthorses; eles exigem pelo menos 25% de sangue da Cleveland Bay.

## História
Originalmente desenvolvido no distrito de Cleveland, em Yorkshire, Inglaterra, o Cleveland Bay é considerado a mais antiga raça de cavalo inglesa estabelecida, e o único cavalo nativo da Grã-Bretanha, que não pertence a um grande grupo de raças. A mais próxima raça do tipo, apesar de completamente diferente, é o Irlandês Calado.

### Desenvolvimento
A criação dos antepassados do Cleveland Bay ocorreu, em grande parte, em igrejas e mosteiros ingleses, com o objetivo de atender à necessidade de cavalos para o transporte de mercadorias entre abadias e mosteiros no nordeste da Inglaterra. Esses cavalos medievais eram conhecidos como Chapman horses, pois eram usados por comerciantes itinerantes chamados chapmen. O que hoje é conhecido como Cleveland Bay foi desenvolvido a partir do cruzamento entre garanhões Barb e cavalos Andaluces com éguas Chapman. A linhagem de sangue veio principalmente de cavalos importados por jovens nobres em seu Grand Tour pela Europa, comprados nas docas de Marselha e levados de volta para a Inglaterra. O sangue andaluz veio de cavalos criados no Royal Stud, em Córdova, concedidos à nobreza inglesa pelo Rei da Espanha. Esses garanhões eram frequentemente usados na reprodução, sendo a primeira infusão de sangue andaluz adicionada aos cavalos Chapman. Cavalos espanhóis também chegaram às propriedades da nobreza inglesa mais afastadas, e eventualmente chegaram aos fazendeiros locais. Durante a Guerra Civil Inglesa, muitos desses garanhões foram apreendidos pelos soldados de Oliver Cromwell. Uma vez sob posse de Cromwell, muitos dos cavalos foram redistribuídos entre a população local, cruzando-se com os cavalos Chapman. Assim, ocorreu uma segunda infusão de sangue andaluz. No final do século XVII, houve ainda uma terceira adição de sangue Barb, quando criadores de Cleveland compraram cavalos diretamente de soldados em Tânger ou de Mouros.
Entre 1685 e 1785, cavalos Chapman, Andaluces e Barb foram cruzados para desenvolver o que se tornaria o Cleveland Bay moderno. Durante esse século, esse tipo de cavalo cresceu em porte devido à melhor alimentação e, por volta de 1785, já havia sido aprimorado por meio de reprodução seletiva com foco na utilização agrícola do Cleveland Bay. Essa versão original da raça era mais pesada e próxima do tipo de cavalo de tração do que da raça atual. Isso se devia à necessidade de força para lidar com as fazendas e estradas precárias dos séculos XVII e XVIII, no interior da Inglaterra. À medida que as estradas melhoraram e a velocidade passou a ser mais valorizada no final do século XVIII, foi adicionada uma infusão de sangue de cavalos Puros-sangues e Árabes. Esses cavalos mais leves e atléticos foram amplamente utilizados como treinadores e exibiam características como dorso curto, pescoço arqueado e ombros fortes — conferindo ao Cleveland Bay uma aparência imponente e elegante. Apesar disso, os criadores ainda destacavam que o Cleveland Bay era "livre de manchas negras ou de sangue", ou seja, que não possuía mistura com Puro-sangue inglês ("Thoroughbred") ou descendentes de raças não desejadas. A posterior introdução de linhagem Puro-sangue para fins de reprodução é apontada como a razão pela qual alguns exemplares nasceram com pernas castanhas avermelhadas (em oposição ao preto, normalmente associado a pelagens baía). Esse traço, geralmente, é resultado da presença de um antepassado castanho na linhagem genealógica.

### Estabelecimento
O Britânico Cleveland Bay Cavalo Sociedade foi formada em 1883, e o primeiro stud livro foi publicado em 1884. O século XIX viu a exportação de muitos Cleveland Baías no exterior, Austrália, Nova Zelândia, África do Sul, Estados Unidos, Índia, Rússia e o continente Europeu. No início do século XIX, Cleveland Baías foram importados pela primeira vez para Maryland, Virgínia e Massachusetts, nos Estados Unidos, e em 1884, o Upperville Colt & Horse Show foi criado, na Virgínia, pelo Coronel Richard Henry Dulany uma vitrine para o seu importado Cleveland Bay, garanhão e para os filhos do garanhão. O Cleveland Bay Society of America foi criada em 1885, e o stud book começou a publicação em 1889, embora os cavalos foram registradas que tinha vivido até 1860. A julgar pelas descrições dos primeiros cavalos registados, é possível que muitos dos "Cleveland Baías" registados foram, na verdade, Yorkshire Treinador de Cavalos; no entanto, todos eram registrados como Clevelands, e que é o que eles são conhecidos como hoje. Mais de 2.000 cavalos foram registrados com a associação de 1907. Os cavalos eram de interesse para Buffalo Bill Cody, que levou quatro Cleveland Bay garanhões em sua Wild West Show.
Antes da Primeira Guerra Mundial, depois de ter visto a cavalaria feitos de montado Bôeres durante a Segunda Guerra dos Bôeres, a Grã-Bretanha aumentou a sua cavalaria de reserva. Menor Cleveland Baías foram usados para transportar soldados Britânicos, e maior membros da raça puxado de artilharia; o Gabinete de Guerra Britânico, oferecidos prêmios em Cleveland Bay garanhões. Embora a Primeira Guerra Mundial não foi a cavalaria de guerra Britânico, esperado, um grande número de cavalos foram usados para puxar a artilharia e as perdas foram altas. Porque a guerra causou uma redução em estoque, em 1920 e 1921, a sociedade Britânica abriu um registro especial para que anteriormente não registradas mares de Cleveland Bay tipo, incluindo alguns já registrados com o Yorkshire Treinador de Cavalos (Cleveland/Puro-sangue da cruz) registro, depois de terem passado por uma inspeção que o certificado do mais adequada raça. O subsequente potros destes mares eram elegíveis para inscrição no principal Britânico Cleveland Bay stud book, e também foram elegíveis para competir em competições reservados para a raça membros. Algumas dessas progênies foi criado e pertence ao Rei George V.

### Declínio e reemergência

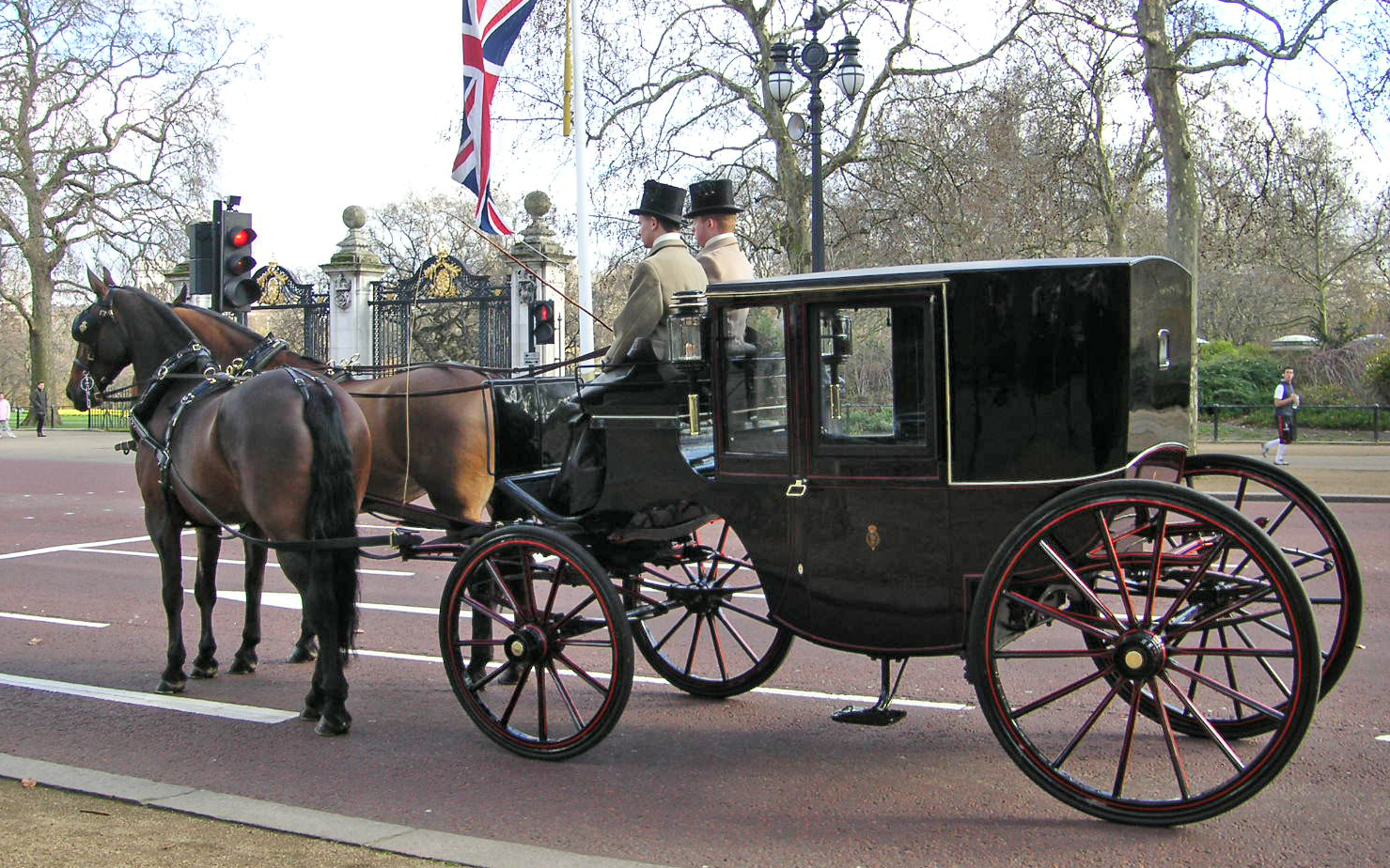
Dois dos Rainha do Cleveland Baías puxar um ônibus perto de Buckingham Palace

No entanto, o interesse em Cleveland Bay foi diminuindo, devido ao aumento da mecanização, e a Grande Depressão da década de 1930 a redução das exportações em quase um terço. houve um breve ressurgimento do interesse no final da década de 1930 nos Estados Unidos, quando eles se tornaram populares como o estoque da fundação para caçadores. O declínio continuou, acelerado após a Segunda Guerra Mundial; em 1960, o Escritório de Guerra parou de oferecer prêmios em garanhões, e muitos criadores descontinuado reprodução. , em 1962, apenas quatro garanhões puro sangue estavam presentes no reino UNIDO. A rainha Elizabeth II salvou a raça através da compra de Mulgrave Supremo, um garanhão que estava prestes a ser vendido para um comprador, nos Estados Unidos. O garanhão foi criado pura e parte de raça mares, e dentro de 15 anos não foram 36 garanhões puro sangue no reino UNIDO. O príncipe Philip, Duque de Edimburgo, usou a raça por muitos anos na condução internacional competições. No final dos anos 1960 e 1970, o interesse pela raça em aumento, e parte de raça Cleveland Baías estavam em demanda para o uso como o cavalo, especialmente para uso como caçadores e jumpers. Em 1964, uma Cleveland Bay/Puro-sangue da cruz competiu no salto nos jogos Olímpicos de Tóquio. a Outra metade de raça Cleveland Bay concorreu para o Britânico da equipe Olímpica no salto em 1968 a Cidade do México Olimpíadas, enquanto uma terceira era uma reserva para montar o Canadense de saltos equipe do jogos Olímpicos de Montreal 1976. No final da década de 1960 e 70, cavalos continuou a ser exportado para muitos países. Japão, Estados Unidos e Austrália têm continuado a importar os cavalos da Inglaterra, e na Nova Zelândia cruzamentos entre Cleveland Baías e nativo mares estavam em demanda em bovinos e ovinos estações.
Desde 1977, Elizabeth II é madrinha da Sociedade, e durante o qual a Sociedade é o ano do centenário de 1984, ela atuou como presidente da república. O Britânico Cleveland Bay Cavalo Sociedade também mantém um registro separado para cavalos de raça. No final do século XX, a raça ganhou novamente a atenção dos Estados Unidos pública, e, em 1985, os EUA associação foi reativado, renomeado o Cleveland Bay Sociedade da América do Norte. Os EUA Americana Raças de Gado Conservancy considera o seu estado de ser crítica, o que significa que há uma estimativa de população global de menos de 2.000, e menos de 200 os registros anuais nos Estados Unidos. O reino UNIDO Raças Raras de Sobrevivência de Confiança também considera o seu estado de ser crítica, com menos de 300 de reprodução as fêmeas registrados em todo o mundo. O Equus Sobrevivência de Confiança também considera a raça população em níveis críticos, o que significa que há entre 100 e 300 de reprodução as fêmeas para a esquerda no mundo. Atualmente, existem cerca de 135 cavalos puro sangue NOS eua e no Canadá gravado com o Norte-Americano de registro. Há também pequenas populações no Japão, Nova Zelândia e Austrália. Em 2006, estima-550 Cleveland Bay cavalos existia em todo o mundo, dos quais cerca de 220 foram mares; 2005 potro safra produzida com menos de 50 cavalos.

## Uso

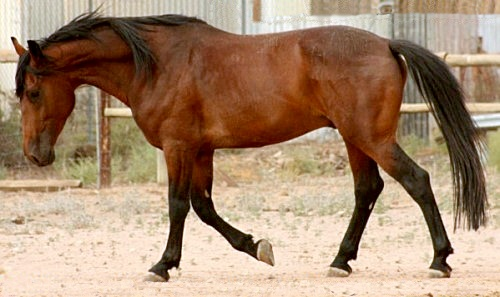
Um 3/4 Cleveland Bay, 1/4 de sangue Puro garanhão

O Cleveland Bay é uma raça versátil e ainda hoje é usado para muitas tarefas, incluindo a condução, equitação e desporto. Na década de 1920, Cleveland Baías substituído preto Hanoverians na real Britânica estábulos, e tanto o Cleveland Bay e Cleveland Bay/Puro-sangue cruzes são usadas como real cavalos de carruagem de hoje. Os cavalos são usados como pesado caçadores, como eles são poderosos e capazes de levar um homem pesando 250 pounds (110 kg) para um dia de caça em grandes obstáculos e através de argila pesada. Quando cruzados com o puro sangue, resultante crianças são mais leves e mais rápidos, mas ainda forte e pesado do osso. Quando de salto, foi o primeiro início como um esporte durante meados do século XIX, Cleveland Baías estavam entre os primeiros estrelas. Dois mares, Estrelas e Fanny Armar, foram dois dos principais artistas. Fanny Armar era conhecido por ter desmarcado uma 6-foot (1,8 m) parede de pedra com um piloto de costas, e uma 7,5-foot (2,3 m) barra ao ser, pulou na mão. Em 2006, uma Cleveland Bay garanhão chamado Tregoyd Oficial foi usado como um modelo para uma nova figura do cavalo por Breyer Animal Criações, e o garanhão participou no ano em que a Breyer modelo de festival do cavalo. Puras e cruzadas de Cleveland Baías que formam a maioria da baía de cavalos no Royal Mews, a British royal estábulos, onde recebem treinamento intenso para dessensibilizar-los antes que eles são colocados para trabalhar desenho real carruagens.
O Cleveland Bay foi utilizado na criação da raça Oldenburg, devido à sua resistência, força e capacidade de salto. A raça também foi usada para criar e melhorar o Holstein e Hanoverian raças. No final do século XVIII, o Cleveland Bay foi usado para criar o curta duração Yorkshire Treinador de Cavalos através de cruzamentos com cavalos de corrida. Estes Yorkshires foram utilizados principalmente para puxar mail e vagões de passageiros, daí o seu nome. Chamado por alguns de "Novo Cleveland Bay", os estrangeiros que, muitas vezes, não pode distinguir entre as duas raças, e muitos cavalos registrados como Cleveland Baías Europeia treinador de cavalos studbooks foram, na verdade, Yorkshire Treinador de Cavalos. No século XIX, o Cleveland Bay foi cruzado com o francês e o Belga projecto de cavalos para criar o Vladimir Pesado Projecto, um russo raça desenvolvida para preenchimento de que o país precisa de uma pesada projecto de raça.